# Martin Grünberg
Martin Grünberg (ur. 1655 w Insterburgu, zm. pomiędzy 16 a 23 września 1706 lub 1707 roku najprawdopodobniej w Berlinie) – niemiecki architekt i budowniczy działający na terenie Berlina, przedstawiciel baroku holenderskiego.

## Życiorys
W latach 1674–78 pracował jako pisarz w hucie szkła w Drewitz kolo Poczdamu. W 1678 roku został powołany na stanowisko Bauschreibera. W latach 1682–84 odbył podróż studialną do Włoch. W 1688 otrzymał stopień inżyniera. W 1695 roku przejął realizacje wcześniej zaczętych budowlanych projektów elektora. W 1697 roku otrzymał tytuł nadwornego budowniczego „Hofbaumeister”. Obowiązki budowniczego nadzorującego pałace książęce złożył w 1699 roku – oficjalną przyczyną było nadmierne obciążenie pracą, a nieoficjalnie mówiło się, ze jego holenderski styl nie odpowiadał francuskim preferencjom dworu. Jego wpływ na architekturę dworską ograniczony był do aspektów technicznych. 
W latach 1699–1700 wzniósł pałacyk myśliwski w Fürstenwalde/Spree w Brandenburgii i od 1700 roku był zaangażowany w przebudowę pałacyków myśliwskich.
Zaprojektował i współprojektawał wiele kościołów protestanckich, m.in. Sebastianskirche, Katedrę Niemiecką i Parochialkirche w Berlinie, Johanniskirche w Dessau i Trinitatiskirche w Zerbst. Według jego projektów rozbudowano obserwatorium astronomiczne dla Akademii Nauk i Zeughaus, wzniesiono również ratusz w Cölln (bez przewidzianej przez Grünberga wieży) oraz wiele kamienic w nowych dzielnicach ówczesnego Berlina. Jako „Baudirektor in den Städten und auf dem Lande” Grünberg koncentrował się na odbudowie infrastruktury miejskiej i wiejskiej Prus po wojnie trzydziestoletniej.